# Междуречье (посёлок, Черняховский район)
Междуре́чье (до 1946 — Норкиттен (нем. Norkitten)) — посёлок в Черняховском районе Калининградской области. До 2015 года входил в состав Свободненского сельского поселения.

## География
Посёлок расположен в срединной части Калининградской области, на левобережье Преголи, при впадении реки Голубой, к северу от лесного массива, известного как Фрунзенский лес. Находится в 30 км к западу от Черняховска  и 70 км к востоку от Калининграда.

## История

### Прусский период
Окрестности устья реки Голубой на Преголе издревле обжиты.
Около 800 года на территории современного Междуречья существовало поселение викингов.
В 1272 году в этих местах от рук крестоносцев погиб вождь пруссов Генрих (Геркус, Герко) Монте (Мантас).
В 1275 году рыцари Тевтонского ордена под предводительством Конрада фон Тирберга разрушили крепость прусского вождя, расположенную на горе южнее Норкиттена, и обосновались на этой территории. В 1380 году недалеко от разрушенной прусской крепости было выстроено орденское укрепление — орденсхауз.
В 1390 году в Норкиттене был проездом и обедал Генри Дерби, будущий король Англии Генрих IV.
В 1440 году францисканцами из Велау в Норкиттене была открыта первая церковь.
В 1446 году в поселении существовали трактир и семь хозяйств. Около 1466-1469 годов комтур Морунгена (ныне Моронг, Польша) Генрих Ройсс фон Плауэн за воинские заслуги передал замок Норкиттен рядом с Мангарбеном и деревней Свайгрубе (позднее Швегерау, ныне поселок Заовражное) своему верному командиру наемников Феликсу Вальдману. К этому времени замок, как военное укрепление, утратил свое значение, в 1469 году он был перестроен и стал рыцарским имением. После смерти Феликса Вальдмана имением владела до конца своей жизни его вдова Доротея, в девичестве Кайзер.
В мае 1518 года магистр Тевтонского ордена Альбрехт позволил Дитриху фон Шенбергу продать имение. Новым владельцем Норкиттена стал фон Мозель, умерший в 1521 году. На его вдове Барбаре женился камермейстер и личный секретарь магистра Альбрехта Кристоф Гаттенхофен, получив при этом имение «по состоянию в браке», о чем свидетельствуют документы от 1 октября 1521 года. Вследствие занятости по службе Кристоф Гаттенхофен не мог уделять много внимания Норкиттену. Этим занимался фогт или казначей. После смерти Кристофа Гаттенхофена имение наследовал его сын. До 1721 года Норкиттен оставался в фамильном владении Гаттенхофенов.
В 1600 году в Норкиттене была построена новая церковь, в 1616 году надстроенная башней.
В 1721 году князь Леопольд фон Дессау (1676-1747) купил имение Норкиттен за 42 тысяч гульденов. Сильнейший ураган 1733 года опрокинул башню на здание церкви, что привело строение к состоянию, непригодному для восстановления. Взамен утраченной церкви фон Дессау в 1733 году построил евангелическую кирху, выполненную в форме вытянутого овала, точную копию Георге кирхи в Дессау. В 1737 году фон Дессау основательно перестроил замок.
19 (30) августа 1757 года юго-западнее Норкиттена произошло одно из крупнейших сражений Семилетней войны, Гросс-Егерсдорфское, в котором русские войска под командованием генерал-фельдмаршала Степана Апраксина одержали победу над прусской армией, возглавляемой фельдмаршалом Иоганном фон Левальдом. В сражении особо отличились полки под командованием генерал-майора Петра Румянцева.
Во время Семилетней войны замок в Норкиттене сильно пострадал, а после Наполеоновского нашествия 1807 года от него остались лишь руины.
В 1939 году в поселке существовали: аптека, магазин скобяных товаров, два магазина торговли мануфактурой, гостиный двор, фабрика по производству печей, строительная фирма и мельница.

### Новейшая история
В ночь с 21 на 22 января 1945 года части Красной Армии завязали бои за Норкиттен. К исходу 22 января 1945 года части 84-й гвардейской стрелковой дивизии (командир дивизии генерал-майор И.К. Щербина) 16-го гвардейского корпуса 11-й гвардейской армии, преодолевая сопротивление боевой группы «Реммер» и частей 5-й танковой, 69-й и 349-й пехотных дивизий Вермахта, вышли к северному берегу реки Прегель в районе поселка Норкиттена. В это время с востока вдоль южного берега реки продолжали наступление воины 72-го стрелкового корпуса 5-й армии. 23 января 1945 года поселок Норкиттен был взят.
По итогам Второй Мировой войны вошёл в состав СССР (РСФСР).
В 1946 году Норкиттен был переименован в поселок Междуречье.

## Население
В 1885 году в Норкиттене проживало 376 человек, в 1933 году — 1090 человек, в 1939 году — 1146 жителей.
| 1885 | 1933  | 1939  | 2002 | 2010 |
| ---- | ----- | ----- | ---- | ---- |
| 376  | ↗1090 | ↗1146 | ↘619 | ↘559 |

## Люди, связанные с посёлком
- 29 февраля 1908 года в Норкиттене родился Ханс Зимоляйт, художник, окончивший Академию искусств в Кенигсберге.

## Достопримечательности
- В 1818-1820 годах на месте старого орденского замка был построен замок в неоромантическом стиле, руины которого сохранились до наших дней южнее Междуречья в районе поселка Бочаги.

## Объекты культурного наследия

### Регионального значения
- Обелиск в честь победы русских воинов в битве при Гросс-Егерсдорфе в 1757 году.

### Местного значения
- Руины кирхи 1733 года;
- Братская могила советских воинов, погибших в январе 1945 года.